# Ludwig von Baumbach-Ropperhausen
Ludwig Georg Carl Wilhelm von Baumbach-Ropperhausen (* 8. Oktober 1783 in Romrod; † 30. November 1856 in Kassel) war ein kurhessischer Politiker. Baumbach war Regierungsdirektor in Hanau und 1833 Präsident der kurhessischen Ständeversammlung.

## Leben

### Familie
Er kam aus dem Haus Ropperhausen der zur Althessische Ritterschaft zählenden Adelsfamilie von Baumbach, die bereits 1246 erstmals urkundlich erscheint und aus der zahlreiche Persönlichkeiten der hessischen Geschichte hervorgegangen sind. Sein Vater Ernst Christian Friedrich von Baumbach (* 1745 in Marburg; † 7. Dezember 1795 in Darmstadt), Herr auf Ropperhausen, war Hessen-Darmstädter Oberjägermeister. Er heiratete am 15. Oktober 1774 in Kassel Charlotte Dorothea Friederike von Canstein (* 10. Februar 1774 in Kassel; † 1794 in Darmstadt).
Das Paar hatte drei Töchter und drei Söhne. Ludwig war das fünfte Kind und der zweitgeborene Sohn. Sein älterer Bruder Hans Carl Friedrich (* 1781) starb bereits im April 1800 als Hessen-Kasseler Gardeleutnant und sein jüngerer Bruder Ferdinand Ernst Wilhelm Ludwig (* 25. Juni 1786 in Ropperhausen; † 18. September 1861 in Ropperhausen) übernahm das Amt seines Vaters als Oberjägermeister.

### Beruflicher Werdegang
Baumbach wurde Regierungsdirektor in Hanau, wo er 1830 während der Unruhen in Folge der Julirevolution und nach dem Hanauer Mautsturm mit diktatorischen Mitteln Ruhe und Ordnung wieder herstellte.
Noch im gleichen Jahr wurde er, bis 1831, Mitglied der kurhessischen Ständeversammlung, dem konstituierenden Landtag von Kurhessen, als Vertreter der Ritterschaft des Schwalmstromes. Auch von 1833 bis 1835 war er Mitglied der kurhessischen Ständeversammlung als Vertreter der Stadt Hanau, 1833 wurde er Präsident des Landtages.
Später übernahm er die Direktion der Landeskreditkasse und wurde für seine Verdienste zum kurhessischen Staatsrat und Kammerherren ernannt. Er starb am 30. November 1856, im Alter von 73 Jahren, in Kassel.

### Ehe und Nachkommen
Ludwig von Baumbach-Ropperhausen war mit Anna Maria Steinbach (* 18. April 1786; † 27. September 1868 in Kassel) verheiratet, einer Tochter des kurhessischen geheimen Kabinettsekretärs Heinrich Steinbach.
Das Paar hatte vier Kinder, zwei Töchter und zwei Söhne. Die älteste Tochter Natalie Sophie Karoline (* 23. August 1809 in Kassel; † 3. Juni 1840 in Kassel) heiratete 1831 den späteren kurhessischer Generalleutnant und Kriegsminister Eduard von Haynau, der 1842, nach dem frühen Tod seiner Frau, ihre jüngere Schwester Thekla (* 5. August 1812 in Kassel; † 24. Oktober 1882 in Kassel) ehelichte.
Der älteste Sohn Alexander Edmund Heinrich Ferdinand Gottlieb von Baumbach zu Ropperhausen wurde Außenminister von Kurhessen in der Regierung Ludwig Hassenpflug. Sein jüngerer Bruder Karl starb bereits zwei Jahre nach der Geburt.